# Szymon Kołecki
Szymon Piotr Kołecki (* 12. Oktober 1981 in Oława) ist ein polnischer Gewichtheber.

## Persönliches
Kołecki ist der Sohn von Leszek Kołecki, der ebenfalls Gewichtheber war und derzeit (Stand: Februar 2011) als Trainer tätig ist. Szymon Kołecki ist verheiratet und hat zwei Kinder. Des Weiteren betreibt er zwei Fitnessstudios in Pułtusk und Ciechanów.

## Sportliche Karriere
Kołecki machte international bereits im Alter von 14 Jahren aufmerksam, als er bei den Europameisterschaften der Jugendlichen in Burgas in der Klasse bis 83 kg den zweiten Platz belegte. Mit einem Körpergewicht von 77,80 kg erzielte er 275,0 kg (122,5/152,5 kg) und platzierte sich somit hinter Wladimir Smortschkow, der 292,5 kg hob.
In den nächsten Jahren war Kołecki auf jeder WM und EM der Senioren vertreten und startete außerdem auf diversen Veranstaltungen der Junioren. So konnte er die Junioren-EM 1998 im Mittelschwergewicht bis 94 kg mit 382,5 kg (165,0/217,5 kg) für sich entscheiden. Bei seinem ersten Start unter den Senioren belegte er auf der WM in Lahti mit einem Zweikampfergebnis von 385,0 kg (167,5/218,0 kg) den fünften Platz. Seine Leistung im Stoßen brachte ihm die Bronzemedaille.
1999 trat Kołecki sowohl auf Junioren-EM und WM an, als auch auf der Welt- und Europameisterschaft der Senioren. Bis auf die Senioren-WM in Athen, wo er sich Akakios Kachiasvilis beugen musste, ging er aus all diesen Veranstaltungen als Sieger hervor und versuchte in seinen letzten Stoßversuchen teilweise neue Weltrekorde aufzustellen.
Ein Jahr später wiederholte er diese Leistung und konnte sich bei allen vier Titelkämpfen auf dem Podium platzieren. Bereits die Europameisterschaften in Sofia im Olympiajahr machten deutlich, dass Kołecki für die Olympischen Spiele als einer der Titelfavoriten galt. Im Alter von 18 Jahren riss er 180,0 kg und stieß neuen Weltrekord mit 232,5 kg im Mittelschwergewicht. Somit stellte er mit 412,5 kg auch den Zweikampfweltrekord von Kachiasvilis ein. Zur Junioren-WM in Prag, die er mit 395,0 kg gewinnen konnte, scheiterte er daran seinen Weltrekord auf 233,0 kg zu verbessern.
Bei den Olympischen Spielen in Sydney konnte sich Kołecki in einem sehr starken Feld behaupten, musste sich jedoch erneut Kachiasvilis geschlagen geben, als er im zweiten Stoßversuch mit 227,5 kg ungünstig in die Hocke kam, sich verletzte und den Wettkampf frühzeitig beenden musste. Kachiasvilis gewann somit mit 405,0 kg, vor Kołecki, der ebenfalls 405,0 kg (182,5/222,5 kg) hob aber schwerer war, und vor Alexei Petrow, der 402,5 kg erzielte.
In den folgenden Jahren trat Kołecki nur vereinzelt bei Wettkämpfen an, da ihn Verletzungen am Knie und am Rücken behinderten.
Zu den Europameisterschaften 2001 in Trenčín trat Kołecki mit Übergewicht im Schwergewicht bis 105 kg an. Hier konnte er seine Zweikampfbestleistung einstellen und belegte mit 412,5 kg (180,0/232,5 kg) den zweiten Platz hinter Jewgeni Tschigischew, der 422,5 kg erzielte. Die WM in Antalya absolvierte Kołecki wieder im gewohnten Mittelschwergewicht. Nach dem Reißen lag er mit 172,5 kg auf dem 9. Platz, konnte sich aber mit 230,0 kg im Stoßen einen Podiumsplatz sichern. Im letzten Stoßversuch scheiterte er an 237,5 kg, die Gold bedeutet hätten, und wurde mit 402,5 kg im Zweikampf somit Dritter hinter Kouroush Bagheri und Nizami Paşayev, die 407,5 kg bzw. 405,0 kg hoben.
Seinen nächsten Wettkampf bestritt Kołecki erst wieder 2003. Bei der EM im Loutraki trat er erneut im Schwergewicht bis 105 kg an, das er diesmal voll ausschöpfte. Mit 410,0 kg (180,0/230,0 kg) im Zweikampf belegte er den vierten Platz. Seine Leistung im Stoßen reichte jedoch für die Bronzemedaille. Sieger des Wettkampfs wurde Ihor Rasorjonow mit 425,0 kg, vor Alan Zagaew mit 420,0 kg.
Während der Olympiavorbereitung 2004 wurde Kołecki positiv auf Nandrolon getestet und erhielt eine Sperre, weswegen er erst 2006 wieder antreten konnte. Die Europameisterschaften im eigenen Land gewann er mit 394,0 kg (175,0/219,0 kg) vor Andrei Demanow mit 393,0 kg und Nikolaos Kourtidis, der 387,0 kg hob, zur WM in Santo Domingo musste sich Kołecki jedoch dem Kasachen Ilja Iljin beugen, der vor Kurzem ins Mittelschwergewicht gewechselt war. Hier hoben Iljin, Kołecki und Roman Konstantinow, alle 392,0 kg, weswegen die Zweikampfmedaillen rein nach Körpergewicht vergeben wurden.
In der Vorbereitung auf die Olympischen Spiele 2008 bestritt Kołecki 2007 die Europa- und Weltmeisterschaft, die er mit 395,0 kg (177,0/218,0 kg) und 392,0 kg (173,0/219,0 kg) als Erster bzw. Dritter beendete. Im Olympiajahr 2008 gewann er die Europameisterschaften in Italien mit 397,0 kg (177,0/220,0 kg) und 12,0 kg Vorsprung auf Demanow, der 385,0 kg hob. Zu den Olympischen Spielen in Peking konnte sich Kołecki noch einmal auf 403,0 kg steigern, die Silber hinter dem gedopten und 2016 disqualifizierten Iljin mit 406,0 kg und vor dem ebenfalls gedopten und 2016 disqualifizierten Chadschimurat Akkajew mit 402,0 kg bedeuteten. Seitdem bestritt Kołecki keine internationalen Wettkämpfe mehr (Stand: Februar 2011).
Auf der Wettkampfbühne erschien Kołecki mit einer Glatze, um auf die Menschenrechtsverletzungen Chinas aufmerksam zu machen.

## Persönliche Bestleistungen
- Reißen: 182,5 kg in der Klasse bis 94 kg 2000 in Sydney
- Stoßen: 232,5 kg in der Klasse bis 94 kg 2000 in Sofia (aktueller Weltrekord mit 232,0 kg)
- Zweikampf: 412,5 kg (180,0/232,5 kg) in der Klasse bis 94 kg 2000 in Sofia

## Erfolge
Olympische Spiele
- 1. Platz im Jahr 2008
- 2. Platz im Jahr 2000

Weltmeisterschaften Senioren
- 2. Platz in den Jahren 1999 und 2006
- 3. Platz in den Jahren 2001 und 2007

Weltmeisterschaften Junioren
- 1. Platz in den Jahren 1999 und 2000

Europäische Meisterschaften Senioren
- 1. Platz in den Jahren 1999, 2000 und 2006
- 2. Platz im Jahr 2001

Europäische Meisterschaften Junioren
- 1. Platz in den Jahren 1998, 1999, 2000

Polnische Meisterschaften Senioren
- 1. Platz in den Jahren 1999, 2000 und 2006

Polnische Meisterschaften Junioren
- 1. Platz in den Jahren 1997, 1998, 1999